# بوبولیتسه (استان سلیزیا سفلی)

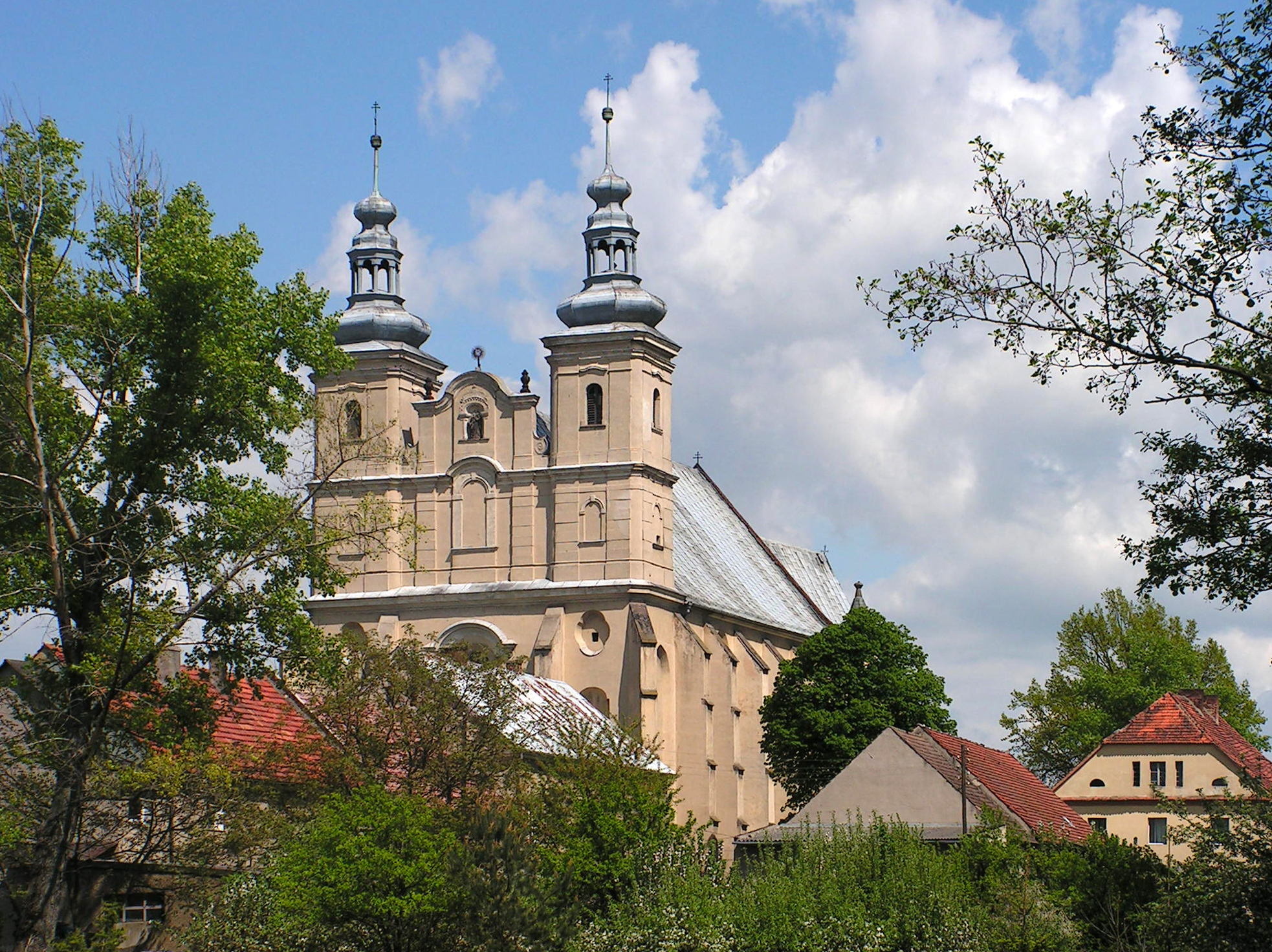
بوبولیتسه (استان سلیزیا سفلی)

بوبولیتسه (به لهستانی:  Bobolice) یک روستا در لهستان است که در گمینا زانبکوویتسه شلانسکیه واقع شده‌است.